# Nadezhda Alexieva
Nadezhda Alexieva –en búlgaro, Надежда Алексиева– (Dimitrovgrad, 14 de agosto de 1969) es una deportista búlgara que compitió en biatlón. Ganó tres medallas en el Campeonato Mundial de Biatlón entre los años 1989 y 1991.

## Palmarés internacional
| Campeonato Mundial | Campeonato Mundial  | Campeonato Mundial | Campeonato Mundial |
| Año                | Lugar               | Medalla            | Prueba             |
| ------------------ | ------------------- | ------------------ | ------------------ |
| 1989               | Feistritz (Austria) | Medalla de plata   | Relevos            |
| 1990               | Oslo (Noruega)      | Medalla de bronce  | Equipo             |
| 1991               | Lahti (Finlandia)   | Medalla de plata   | Equipo             |